# Všeobecné volby v Nigeru v roce 2011

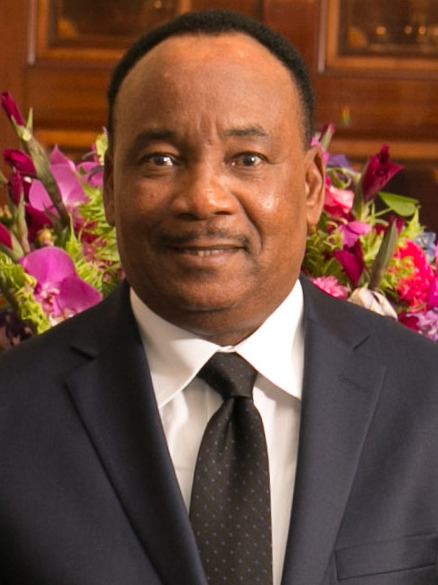
Úspěšný kandidát na prezidenta Mahamadou Issoufou

Všeobecné volby se v Nigeru konaly 31. ledna 2011. V těchto volbách byl volen prezident a poslanci Národního shromáždění. Druhé kolo prezidentských voleb proběhlo 12. března 2011. První kolo prezidentských voleb bylo původně naplánováno na 3. ledna a druhé kolo na 31. ledna, ale termín obou kol byl posunut. Volby v roce 2011 následovaly po vojenském puči, který proběhl v únoru 2010 a zbavil úřadu Mamadoua Tandju. V prezidentských volbách zvítězil Mahamadou Issoufou, který kandidoval za Nigerskou stranu pro demokracii a socialismus (PNDS). PNDS dosáhla vítězství i v parlamentní části voleb.

## Pozadí voleb
Po pokusu prezidenta M. Tandjy prodloužit si své setrvání v úřadu i po roce 2009 byl Tandja zajat vojáky, kteří napadli jeho rezidenci 18. února 2010. Vojenští vůdci poté vytvořili Nejvyšší radu pro obnovu demokracie a oznámili pozastavení platnosti ústavy a rozpuštění Národního shromáždění. Smyslem založení rady bylo vytvoření nové ústavy.
Na počátku června 2010 byly státní volební komisí vyhlášeny dvoukolové prezidentské volby na leden 2011. Již dříve Národní přechodná rada oznámila konání prvního kola prezidentských voleb na 26. prosince 2010 a datum 24. ledna 2011 pro konání druhého kola prezidentských voleb a pro komunální volby. Výsledky voleb měly být vyhlášeny 4. března a 11. března se vítěz voleb měl ujmout úřadu.
V září 2010 Národní nezávislá volební komise oznámila, že první kolo prezidentských voleb a parlamentní volby budou o několik týdnů odloženy. Novým datem pro jejich konání se stal 31. leden 2011. Zpoždění znamenalo posun i dalších termínů. Druhé kolo prezidentských voleb bylo posunuto na 12. března a datum složení přísahy nově zvoleného prezidenta na 6. dubna. Předseda komise Ghousmane Abdourahmane odůvodnil zpoždění voleb vnitřními organizačními a finančními problémy, ale přislíbil, že k dalšímu posunutí termínu voleb již nedojde.

## Volební kampaň
Sedmnáct stran, které dříve vytvořily spojenectví pod názvem Koordinace demokratických sil pro republiku, oznámilo 17. července 2010, že vytvořily „strategickou alianci“ pro prezidentské volby. Podle podmínek této aliance strany do prvního kola prezidentských voleb nominovaly vlastní kandidáty. V druhém kole bylo v plánu podpořit kteréhokoliv kandidáta z aliančních stran, který by ve volbách postoupil do druhého kola. Mezi členy aliance byli i významní nigerští politici jako Hama Amadou, Mahamane Ousmane a Mahamadou Issoufou.

### Prezidentští kandidáti
Hama Amadou, který v letech 1995 až 1996 a opětovně v letech 2000 až 2007 zastával funkci premiéra, se v březnu 2010 vrátil z francouzského exilu a založil novou politickou stranu Nigerské demokratické hnutí pro africkou federaci (MODEN/FA). Dne 11. července 2010 veřejně oznámil své přání stát se kandidátem této strany na prezidenta.
Junta po převratu držela Tandju ve vazbě, aby mu bylo znemožněno pokračovat v jakékoliv další politické aktivitě. Jeho strana Národní hnutí pro rozvoj společnosti (MNSD) opakovaně požadovala jeho propuštění. Očekávalo se, že tato politická strana nominuje do prezidentských voleb Seyniho Oumaroua, který v letech 2007 až 2009 a znovu v letech 2009 až 2010 zastával funkci předsedy Národního shromáždění. Oumarou však byl obviněn ze zpronevěry a 29. července 2010 zatčen. Komise pro boj s finanční kriminalitou tvrdila, že dluží státu 270 milionů CFA franků. MNSD vyjádřila pobouření nad jeho zatčením a požadovala jeho propuštění. Oumarou uvedl, že obvinění proti němu bylo politicky motivovanou snahou o poškození jeho strany. Dne 2. srpna 2010 byl Oumarou obviněn a propuštěn na kauci. Dne 10. srpna 2010 oznámila MNSD, že Oumarou byl na sjezdu strany nominován do prezidentských voleb.
Nigerijská strana pro demokracii a socialismus (PNDS) vybrala za svého kandidáta na prezidenta Mahamadoua Issoufoua. Někteří pozorovatelé voleb jej považovali za potencionálně nejsilnějšího kandidáta prezidentských voleb.
Ústavní rada pro přechod v prosinci 2010 schválila deset prezidentských kandidátů. Byli jimi Mahamadou Issoufou, Mahamane Ousmane, Seyni Oumarou, Hama Amadou, Amadou Boubacar Cissé, Amadou Cheiffou, Moussa Moumoni Djermakoye, Ousmane Issoufou Oubandawaki, Mariama Gamatié Bayard a Abdoulaye Amadou Traoré. Jeden kandidát, Ibrahima Saidou Maiga, byl komisí odmítnut.
S blížícím se datem voleb byli za jejich favority považováni Issoufou, Oumarou a Amadou. Oumarou a Amadou souhlasili se vzájemnou podporou, pokud by do druhého kola voleb postoupil pouze jeden z nich.

## Výsledky

### Prezidentské volby
Předseda volební komise Gousmane Abdourahmane oznámil dne 4. února 2011, že z prvního kola prezidentských voleb postoupil Mahamadou Issoufou a Seyni Oumarou. Podle předchozí dochody Oumaroua a Amadoua, který v prvním kole skončil třetí, zde existoval předpoklad, že Oumarou má do druhého kola silnou pozici. Dne 9. února 2011 však MODEN/FA oznámila změnu mínění a podporu Issoufoua.
Politika obou kandidátů postoupivších do druhého kola byla v ostrém kontrastu. Zatímco Issoufou byl po dlouhá léta vůdcem opozice, Oumarou byl jedním z nejbližších spolupracovníků sesazeného prezidenta a i nadále mu zůstával věrný. Oba kandidáti však měli velmi podobný předvolební program. V jejich programu byl plán na snížení chudoby a zlepšení situace s chronickým nedostatkem potravin a také lepší přerozdělení peněz získaných těžbou uranu, aby tyto prostředky byly přínosem pro řadové občany. Stejně tak oba slibovali, že rozpustí Národní shromáždění zvolené na začátku roku 2011, které bylo kvůli chybám v organizaci parlamentních voleb veřejností vnímáno jako nereprezentativní.
Druhé kolo prezidentských voleb proběhlo dle plánu 12. března 2011. Volební účast byla v druhém kole znatelně nižší než v kole prvním. Vítězem prezidentských voleb se stal se ziskem 58,04 % hlasů Mahamadou Issoufou. Dne 16. března 2011 Oumarou oznámil, že uznává výsledek voleb, poblahopřál Issoufouvi a popřál mu úspěch při správě země.
| Kandidát                            | Politická strana                                  | První kolo | První kolo | Druhé kolo | Druhé kolo |
| Kandidát                            | Politická strana                                  | Hlasy      | %          | Hlasy      | %          |
| ----------------------------------- | ------------------------------------------------- | ---------- | ---------- | ---------- | ---------- |
| Mahamadou Issoufou                  | Nigerská strana pro demokracii a socialismus      | 1 192 945  | 36,16 %    | 1 797 382  | 58,04 %    |
| Seyni Oumarou                       | Národní hnutí pro rozvoj společnosti              | 766 215    | 23,23 %    | 1 299 436  | 41,96 %    |
| Hama Amadou                         | Nigerské demokratické hnutí pro africkou federaci | 653 737    | 19,82 %    | -          | -          |
| Mahamane Ousmane                    | Demokratická a sociální konvence                  | 274 676    | 8,33 %     | -          | -          |
| Amadou Cheiffou                     | Sociálně demokratické shromáždění                 | 134 732    | 4,08 %     | -          | -          |
| Moussa Moumouni Djermakoye          | Nigerská aliance pro demokracii a pokrok          | 129 954    | 3,94 %     | -          | -          |
| Ousmane Issoufou Oubandawaki        | Aliance pro demokratickou obnovu                  | 63 378     | 1,92 %     | -          | -          |
| Amadou Cissé                        | Unie pro demokracii a republiku                   | 52 779     | 1,60 %     | -          | -          |
| Abdoulaye Amadou Traoré             | nezávislý                                         | 17 630     | 0,53 %     | -          | -          |
| Mariama Gamatié Bayard              | nezávislá                                         | 12 595     | 0,38 %     | -          | -          |
| Celkem                              | Celkem                                            | 3 298 641  | 100 %      | 3 096 818  | 100 %      |
|                                     |                                                   |            |            |            |            |
| Platných hlasů                      | Platných hlasů                                    | 3 298 641  | 94,90 %    | 3 096 818  | 93,84 %    |
| Neplatných hlasů                    | Neplatných hlasů                                  | 177 107    | 5,10 %     | 203 209    | 6,16 %     |
| Celkem hlasů                        | Celkem hlasů                                      | 3 475 748  | 100 %      | 3 300 027  | 100 %      |
| Registrovaných voličů/volební účast | Registrovaných voličů/volební účast               | 6 740 493  | 51,57 %    | 6 740 046  | 48,96 %    |

### Parlamentní volby
| Politická strana                                             | Hlasy     | %       | Mandáty |
| ------------------------------------------------------------ | --------- | ------- | ------- |
| Nigerská strana pro demokracii a socialismus                 | 1 066 011 | 33 %    | 34/113  |
| Národní hnutí pro rozvoj společnosti                         | 664 525   | 20,57 % | 25/113  |
| Nigerské demokratické hnutí pro africkou federaci            | 637 108   | 19,72 % | 23/113  |
| Nigerská aliance pro demokracii a pokrok                     | 242 770   | 7,51 %  | 8/113   |
| Shromáždění pro demokracii a pokrok                          | 209 622   | 6,49 %  | 7/113   |
| Unie pro demokracii a republiku                              | 175 876   | 5,44 %  | 6/113   |
| Demokratická a sociální konvence                             | 105 828   | 3,28 %  | 3/113   |
| Sociálně demokratické shromžádění                            | 58 947    | 1,82 %  |         |
| Unie nezávislých Nigeřanů                                    | 32 018    | 0,99 %  | 1/113   |
| Aliance pro obnovu demokracie                                | 14 971    | 0,46 %  |         |
| Nigerská pokroková strana – Africké demokratické shromáždění | 12 549    | 0,39 %  |         |
| Strana pro socialismus a demokracii v Nigeru                 | 5 319     | 0,16 %  |         |
| Shromáždění nigerských demokratů za reformu                  | 1 334     | 0,04 %  |         |
| Shromáždění nezávislých kandidátů za nový Niger              | 1 039     | 0,03 %  |         |
| Nigerská strana pro rozvoj                                   | 990       | 0,03 %  |         |
| Nigerská strana za posílení demokracie                       | 404       | 0,01 %  |         |
| Unie socialistických Nigeřanů                                | 375       | 0,01 %  |         |
| Národní kongres za demokratickou obnovu                      | 336       | 0,01 %  |         |
| Lidově demokratická strana                                   | 186       | 0,01 %  |         |
| Nigerská konvence za republiku                               | 56        | 0,00 %  |         |
| Nezávislí                                                    | 234       | 0,01 %  |         |
| Zneplatněno                                                  |           |         | 6       |
| Celkem                                                       | 3 230 498 | 100 %   |         |
|                                                              |           |         |         |
| Platné hlasy                                                 | 3 230 498 | 97,36 % |         |
| Neplatné hlasy                                               | 87 437    | 2,64 %  |         |
| Celkem hlasů                                                 | 3 317 935 | 100 %   |         |
| Registrovaných voličů/volební účast                          | 6 740 493 | 49,22 % |         |

Po volbách Ústavní rada anulovala výsledky voleb v Agadezském regionu. Opakované volby se zde konaly 15. května 2011. Tři mandáty zde získala PNDS, dva mandáty MODEN/FA a jeden mandát MNSD.